# Gare de L'Isle-d'Abeau
La gare de L'Isle-d'Abeau est une gare ferroviaire française de la ligne de Lyon-Perrache à Marseille-Saint-Charles (via Grenoble), située sur le territoire de la commune de L'Isle-d'Abeau, dans le département de l'Isère, en région Auvergne-Rhône-Alpes.
Elle est mise en service en 1985 par la Société nationale des chemins de fer français (SNCF). En tant que gare voyageurs, elle est desservie par des trains TER Auvergne-Rhône-Alpes.

## Situation ferroviaire
Établie à 227 mètres d'altitude, la gare de L'Isle-d'Abeau est située au point kilométrique (PK) 36,309 de la ligne de Lyon-Perrache à Marseille-Saint-Charles (via Grenoble), entre les gares ouvertes de La Verpillière et de Bourgoin-Jallieu. En direction de La Verpillière, s'intercale la gare fermée de Vaulx-Milieu, et en direction de Bourgoin, s'intercale la gare fermée de Saint-Alban-La Grive.

## Histoire
La gare de L'Isle-d'Abeau est mise en service le 29 septembre 1985 par la Société nationale des chemins de fer français (SNCF), le premier train arrive en gare à 6 h 55. Conçue par l'architecte de l'Établissement public d'aménagement de l'Isle-d'Abeau (EPIDA), Daniel Pagès elle est couverte par « une structure en aluminium de 535 m2 pesant quatre tonnes, supportée par trois mâts métalliques de 13 mètres de haut ».
L'objectif de la réalisation de cette nouvelle gare est de desservir la ville nouvelle de L'Isle-d'Abeau en remplacement des anciennes gares de Vaulx-Milieu et de Saint-Alban-La Grive. Établie dans une zone non construite, elle est située à proximité des lieux-dits le Lombard et Eglezier, dans la vallée de la Bourbre, entre le quartier Saint-Hubert, centre principal de la ville nouvelle situé sur la colline de L'Isle-d'Abeau, et celui des Trois Vallons, annexé par L'Isle-d'Abeau à Saint-Alban-de-Roche en 1983. Elle est également à proximité de l'A43 et de la D1006 (ancienne RN6 déclassée).
En 2011, la construction d'un nouveau « quartier de la Gare » est envisagée, avec la création d'une ZAC.
En octobre 2015, elle accueille en semaine 27 trains quotidiens en direction de Lyon. Des travaux d'aménagement des quais sont prévus en 2019.

## Service des voyageurs

### Accueil
Gare de la SNCF, celle-ci dispose d'un bâtiment voyageurs, avec un guichet, longtemps ouvert du lundi au vendredi et fermé les samedis, dimanches et jours fériés.
Ce bâtiment est fermé depuis quelques années, mais elle reste équipée d'un automate pour l'achat de titres de transport TER, installé à l'extérieur du bâtiment, à proximité de l'arrêt de bus. Cette fermeture a fait l'objet d'un article du quotidien local le Dauphiné libéré, paru en 2018 qui évoque le dérangement que cette fermeture peut occasionner pour les usagers.

### Desserte
L'Isle-d'Abeau est desservie par des trains TER Auvergne-Rhône-Alpes, de la relation de Lyon-Perrache à Saint-André-Le-Gaz.

### Intermodalité
Un parc pour les vélos (48 places en consigne collective et accroches vélos en libre accès) et un parking pour les véhicules y sont aménagés.
La gare est desservie par les lignes 2 et 6 du Réseau urbain Bourgoin-Jallieu - Agglomération nouvelle (Ruban).

Installations et environnement de la gare
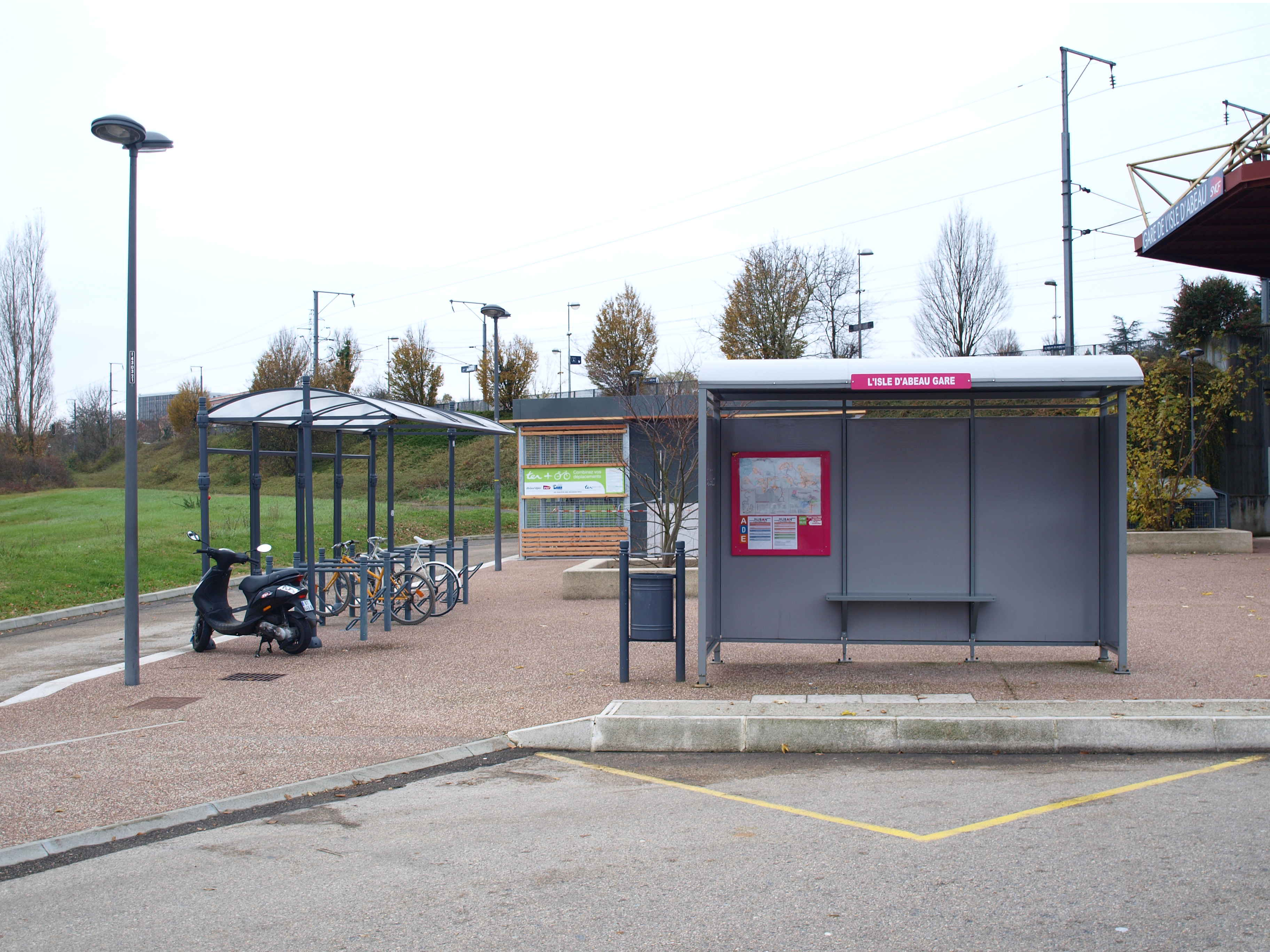
Abribus et vélos.
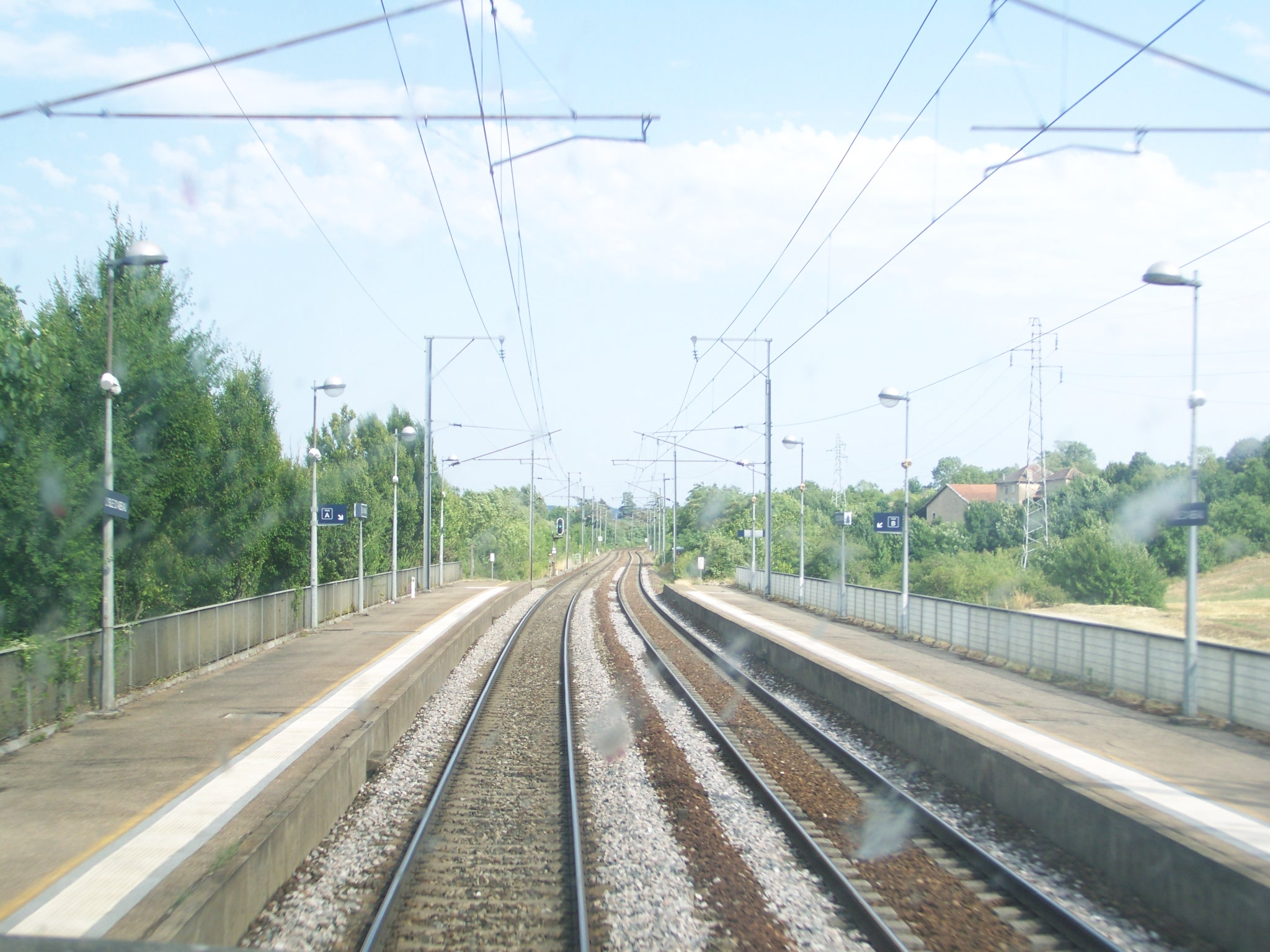
Voies et quais.
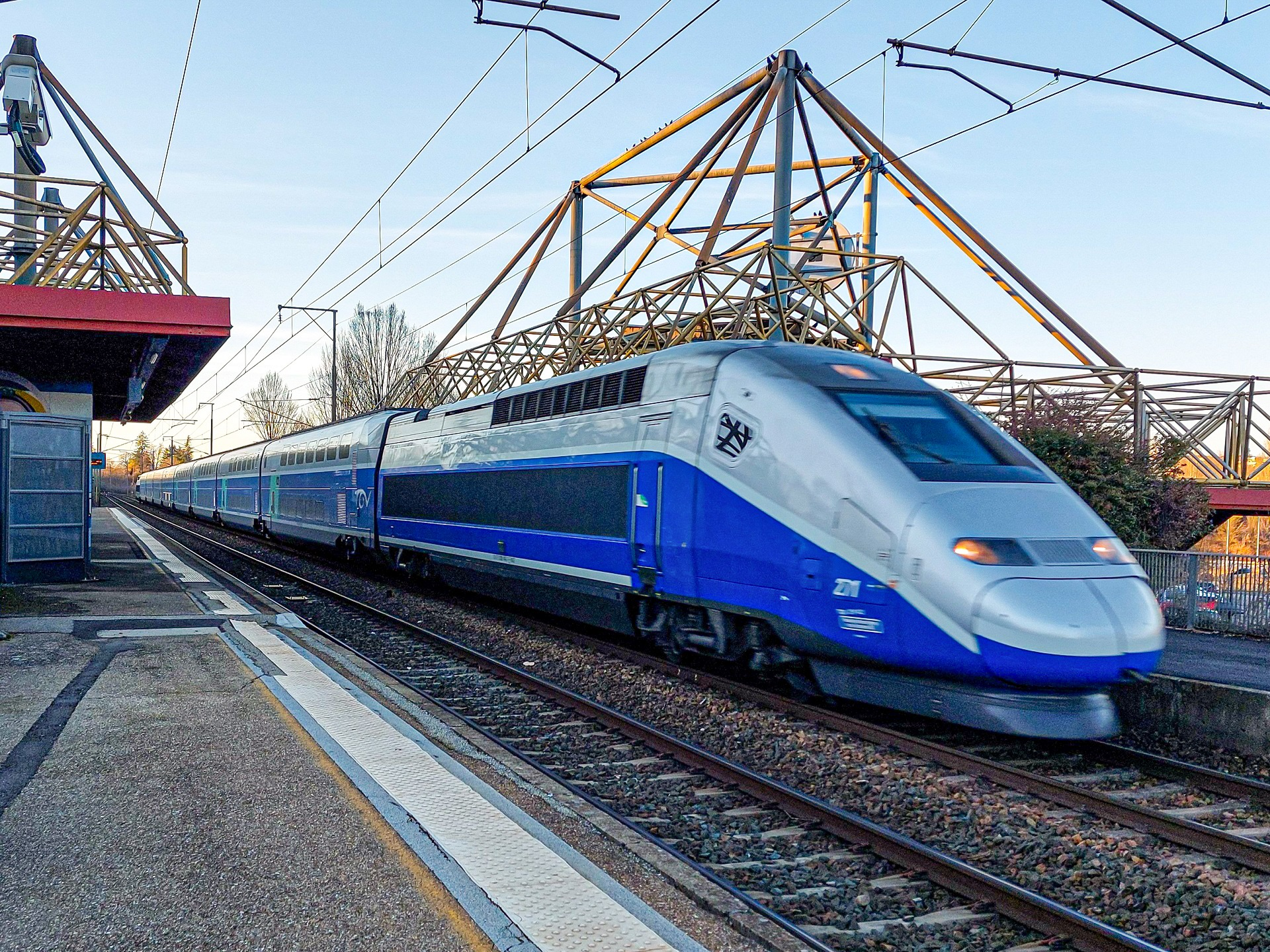
Un TGV Paris - Grenoble franchit la gare.
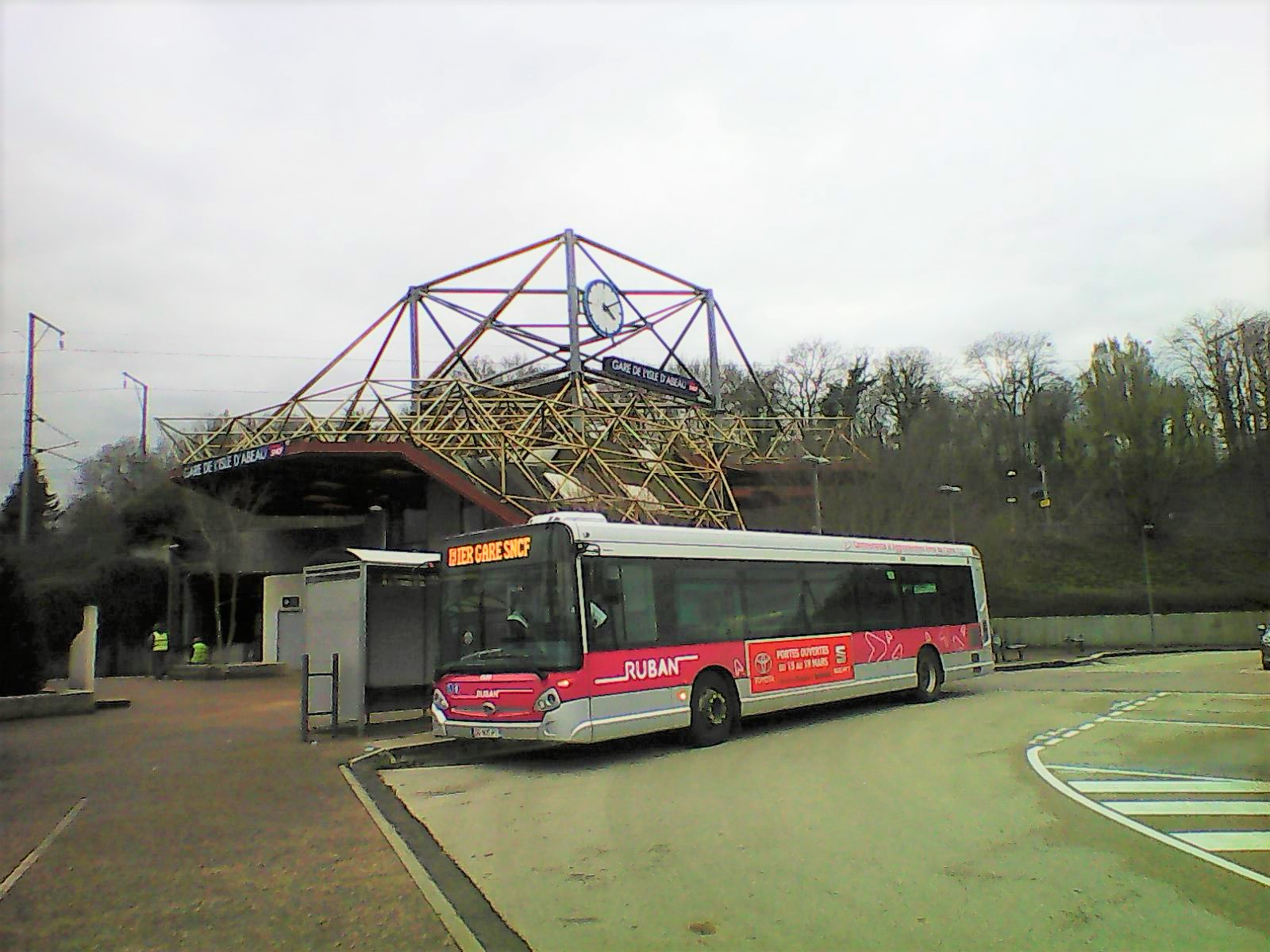
Bus du réseau ruban face à la gare